# Dicranomyia (Dicranomyia) circassica
Dicranomyia (Dicranomyia) circassica is een tweevleugelige uit de familie steltmuggen (Limoniidae). De soort komt voor in het Palearctisch gebied.